# يوم النذور
يوم البيداء وقيل يوم النذور أحد أيام العرب في الجاهلية، للرباب من تميم وكلب بن وبرة على حمير.

## مقدمات
وَكَانَ من حَدِيث هَذَا اليوم أَن بِلَاد بني سعد أجدبت فانتجع بَنُو عبد مَنَاة بن أد وهم تيم وعدي وعكل وثور إِلَى صحراء صنعاء فرعوا فِيهَا ثمَّ وَقعت حَرْب بَين حمير وصحار فظهرت صحار على حمير وَقتلُوا ملكا من مُلُوكهمْ فَجمعت حمير لصحار فارتحلت صحار من الْبَيْدَاء وَلَحِقت بِبِلَاد معد.

## المعركة
فثارت حمير إِلَى بني كلب تطلب بِدَم الْملك وكلب أخوة صحار فاستنجدت كلب بتيم الربَاب فأنجدتهم على حمير وظعن بَنو تيم من الصَّحرَاء وَلَحِقُوا ببلادهم فَصَارَت حمير إِلَى التيم وعدي وعكل وَالِي بني كلب بن وبرة فظهرت بَنو عبد مَنَاة وكلب على حمير ثَانِيَة وَقتلت التيم الملك عَلْقَمَة بن ذِي يزن.

## في الشعر
فَقَالَ بعض شعراء حمير هَذِه الأبيات:

وَقَالَ حسان بن نشبة الْعَدوي فِي ذَلِك:

وَقَالَ فِي ذَلِك أَيْضا:

وَقَالَ فِي ذَلِك هِلَال بن رزين أحد بني ثَوْر بن عبد مَنَاة بن أد:

وَقَالَ جُزْء بن ضرار أَخُو الشماخ: